# Myrmarachne vanessae
Myrmarachne vanessae är en spindelart som beskrevs av Fred R. Wanless 1978. Myrmarachne vanessae ingår i släktet Myrmarachne och familjen hoppspindlar. Inga underarter finns listade i Catalogue of Life.